# Municipio de Hazelton (Kansas)
El municipio de Hazelton (en inglés: Hazelton Township) es un municipio ubicado en el condado de Barber en el estado estadounidense de Kansas. En el año 2010 tenía una población de 153 habitantes y una densidad poblacional de 0,81 personas por km².

## Geografía
El municipio de Hazelton se encuentra ubicado en las coordenadas 37°7′15″N 98°24′17″O / 37.12083, -98.40472. Según la Oficina del Censo de los Estados Unidos, el municipio tiene una superficie total de 189.91 km², de la cual 189,29 km² corresponden a tierra firme y (0,33 %) 0,62 km² es agua.

## Demografía
Según el censo de 2010, había 153 personas residiendo en el municipio de Hazelton. La densidad de población era de 0,81 hab./km². De los 153 habitantes, el municipio de Hazelton estaba compuesto por el 94,12 % blancos, el 0,65 % eran afroamericanos, el 0,65 % eran amerindios, el 1,96 % eran de otras razas y el 2,61 % eran de una mezcla de razas. Del total de la población el 5,88 % eran hispanos o latinos de cualquier raza.